# 1899년 스람섬 지진
1899년 9월 30일 네덜란드령 동인도의 스람섬에 규모 7.8의 지진과 10m의 지진 해일이 닥쳤다. 바타비아 자기장 기상관측소에 의하면 지진은 아마헤이 현지시각으로 새벽 1시 42분 2초에 발생했다. R. D. M. 베르베크 박사는 이 지진에 대한 연구를 통해 자신의 저술 <1899년 9월 3일 세람섬의 지진과 해진에 관한 소논문>을 출판했다.

## 지진과 해일
세람섬 지진은 구조진으로 분류된다. 지진의 진앙은 자료 1에 나와있는 대로 파악됐다. 진동은 모든 방향으로 퍼져나갔고 그 중에서도 가장 강했던 쪽은 동서 방향으로, 짐작건대 지각에 오래된 금이나 찢겨져 나오면서 발생한 것으로 보인다.
1899년 스람섬 지진은 1898넌 암본섬 지진과는 상관이 없었다. 후자의 지진이 수많은 동심 단층을 따라 발생했다고 하면 스람섬 지진은 방사형 단층을 따라 발생했다. 지진은 특히 엘파푸티 만에서 진동이 강했다. 그 이유는 수치상에서도 보이듯이 지진의 진앙지가 만 서쪽 산맥에 위치해 있었기 때문으로 추정된다. 이 수치를 통해 산맥의 바위를 시각적으로 조사할 수 있는데 이들 바위가 지진으로 인해 금이 갔거나 깨져 있었다. 지진 자체는 큰 피해를 줄 정도는 아니었지만 여러 해안 절벽이 지진으로 무너져 바다로 떨어지고 지진 해일과 그로 인해 발생한 홍수가 해안가와 그 부근의 마을을 덮쳤다.

## 피해

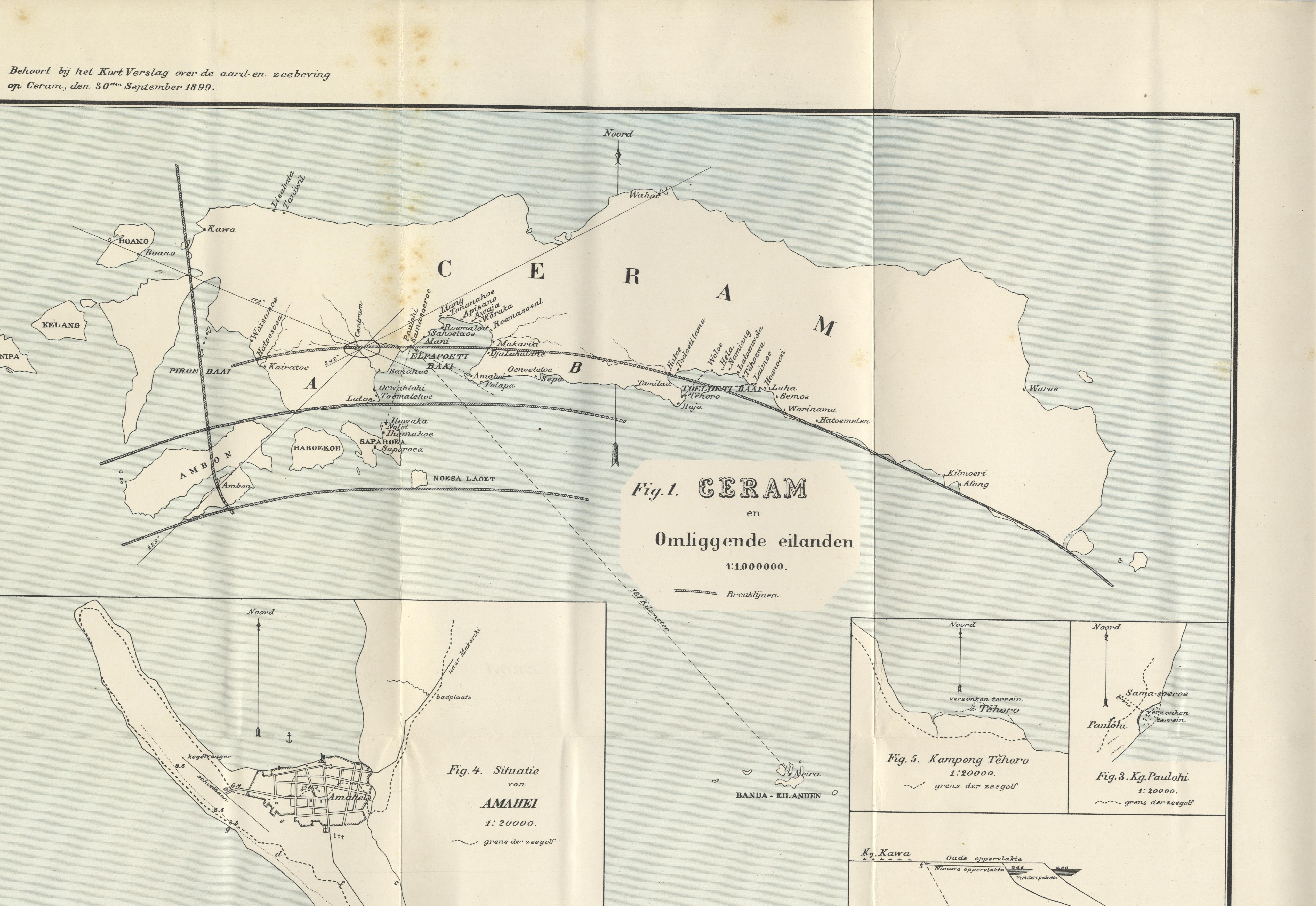
자료 1. 스람 지진의 진원지를 표시한 지도

파괴적인 지진 해일로 3,864명의 목숨을 앗아갔고 여러 마을을 완전히 휩쓸었다. 가장 큰 피해를 입은 곳은 모두 스람 단층대에 위치해 있으며, 하투수아 (피루 만 지역), 파우로히사마수루와 마카리키 (엘파투티 만 지역), 테호루, 월루, 라이무 (탈루티 만 지역)이 피해를 보았다.

### 피루 만
동쪽 지역에만 한차례 해일을 겪었는데 하투수아 마을을 완전히 파괴했다. 2.4m의 파고로 내륙으로 203m 지점까지 쓸고 들어와 마을을 휩쓸었다.

### 엘파푸티 만El
피루 만처럼 가장 심각한 피해를 입은 쪽은 만 동쪽 지역 (파울로히사마수루와 마니는 피해를 입은 유일한 서쪽 지역 마을)이었다. 여기서는 해안 절벽이 붕괴하여 9m의 파도가 덮쳤으며 170m 지점까지 밀고들어왔다. 이 지역에서민 2,400명이 지진 해일로 사망했다.

## 같이 보기
- 인도네시아의 지진 목록